# 日本のバス
日本のバス（にほんのバス）では、日本におけるバス事業について述べる。本項では旅客自動車運送事業としてのバスを述べる。日本におけるバス車両については日本のバス車両の記事を参照のこと。バス事業に従事する職業については運転士、バスガイド、運行管理者、整備士を参照のこと。

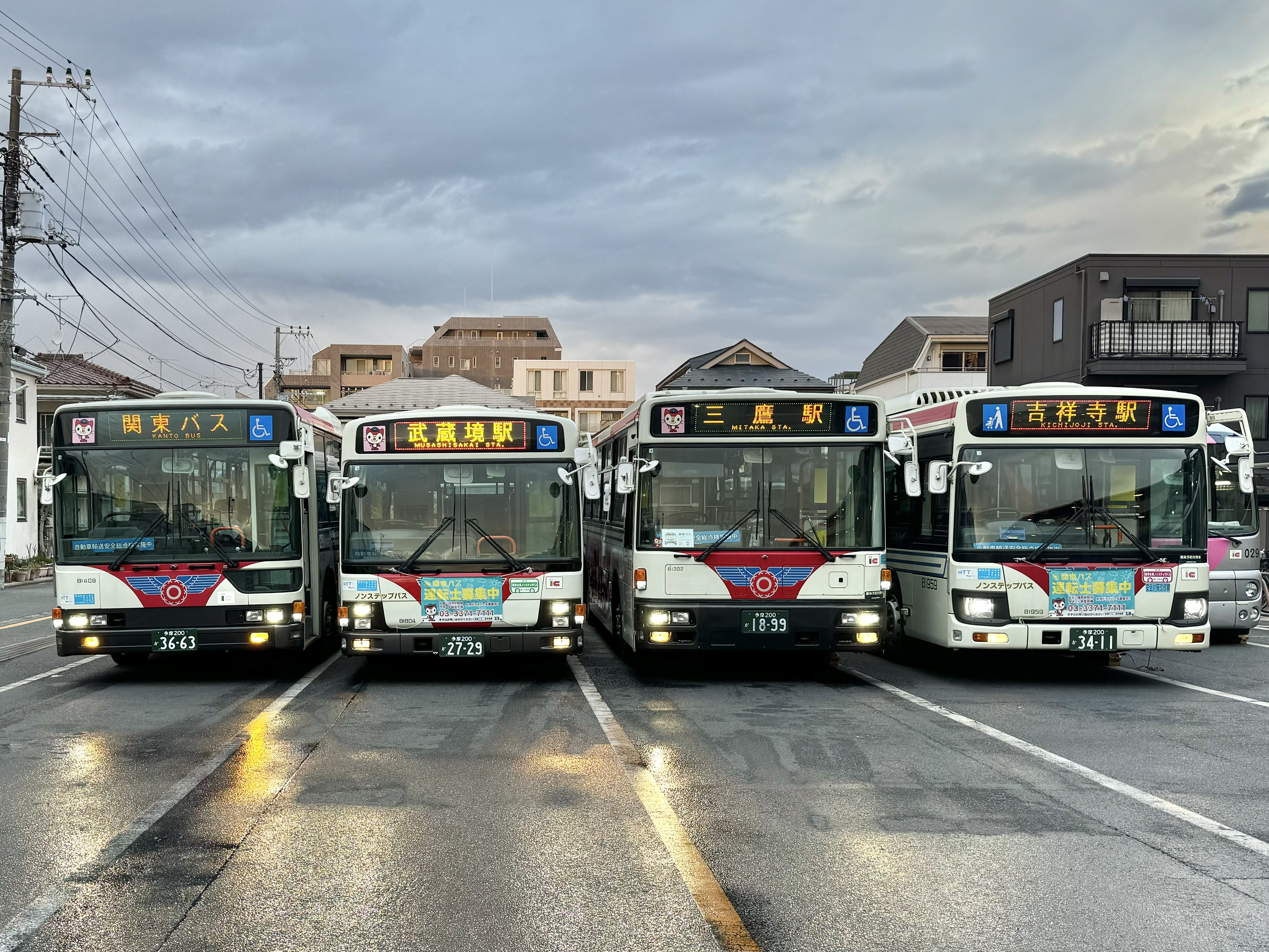
日本国内で運行されるバスの一例（関東バス）

## 法的規定

### 2006年10月以前
日本のバスは、道路運送法の旅客自動車運送事業として行われており、国土交通省自動車交通局の管轄を受けているものを指す。なお、これらバスに関しては道路運送法の第2章の旅客自動車輸送に該当するものとして定義されている。以下に道路運送法で該当する部分を記述する。
- 第3条1号「一般旅客自動車運送事業（特定旅客自動車運送事業以外の旅客自動車運送事業）」
  - （イ）一般乗合旅客自動車運送事業（路線を定めて定期に運行する自動車により乗合旅客を運送する一般旅客自動車運送事業）

路線バス（高速バス・定期観光バスを含む。ただし後述の第21条・第80条の例外規定に基づき運行するものは除く）のこと。また以前の「限定乗合旅客自動車運送事業」は一般事業に統合され、そのうち限定条件を付したものとして免許が行われるようになった。
  - （ロ）一般貸切旅客自動車運送事業（イ及びハの旅客自動車運送事業以外の一般旅客自動車運送事業）

貸切バス（観光バス）を指す。
  - （ハ）一般乗用旅客自動車運送事業

タクシー・ハイヤー事業についての定義。
- 第3条2号「特定旅客自動車運送事業（特定の者の需要に応じ、一定の範囲の旅客を運送する旅客自動車運送事業）」
  - 特定バス（空港場内・学校・工場など、特定の施設の利用者に限り運送するバスで、営業用ナンバーを付けたもの）のこと。運賃は届出制となる。

過疎化やモータリゼーションによる利用者減少により路線バスが廃止され、代替として自治体が路線バス（自治体バス）を運行する場合がある。これらは道路運送法の以下の条文によるものであることが多い。
- 第21条「一般貸切旅客自動車運送事業者は、次の場合を除き、乗合旅客の運送をしてはならない。1.災害の場合その他緊急を要するとき。2.一般乗合旅客自動車運送事業者によることが困難な場合において、国土交通大臣の許可を受けたとき。」
  - 21条の除外規定の許可を受け、貸切バスを路線バスとして走らせるもの。

いわゆる「貸切代替バス」で、適用する条文から「21条バス」とも呼ばれる。
  - 第80条「自家用自動車は、有償で運送の用に供してはならない。ただし、災害のため緊急を要するとき、又は公共の福祉を確保するためやむを得ない場合であつて国土交通大臣の許可を受けたときは、この限りでない。」
  - 80条のただし書きの許可を受け、自家用車を路線バスとして走らせるもの。適用する条文から「80条バス」とも呼ばれた。いわゆる「自主運行バス」である。

### 2006年10月の法改正
近年は日本各地において、上述の21条や80条に基づくバス運行が増加し、また4条（通常の路線バス）許可に比べて規制もゆるく不公平が生じていたことから、これらを抜本的に見直すこととなった。この改正が2006年10月に行われ、定義が変わることとなった。
- 第3条1項　一般旅客自動車運送事業（特定旅客自動車運送事業以外の旅客自動車運送事業）
  - （イ）　一般乗合旅客自動車運送事業（乗合旅客を運送する一般旅客自動車運送事業）
  - （ロ）　一般貸切旅客自動車運送事業（1個の契約により国土交通省令で定める乗車定員以上の自動車を貸し切つて旅客を運送する一般旅客自動車運送事業）
  - （ハ）　一般乗用旅客自動車運送事業（一個の契約によりロの国土交通省令で定める乗車定員未満の自動車を貸し切つて旅客を運送する一般旅客自動車運送事業）
- 第3条2項　特定旅客自動車運送事業（特定の者の需要に応じ、一定の範囲の旅客を運送する旅客自動車運送事業）
- 第21条　一般貸切旅客自動車運送事業者及び一般乗用旅客自動車運送事業者は、次に掲げる場合に限り、乗合旅客の運送をすることができる。
  - 1項　災害の場合その他緊急を要するとき。
  - 2項　一般乗合旅客自動車運送事業者によることが困難な場合において、一時的な需要のために国土交通大臣の許可を受けて地域及び期間を限定して行うとき。
- 第78条　自家用自動車（事業用自動車以外の自動車をいう。以下同じ）は、次に掲げる場合を除き、有償で運送の用に供してはならない。
  - 1項　災害のため緊急を要するとき。
  - 2項　市町村（特別区を含む。以下この号において同じ）、特定非営利活動促進法（平成10年法律第7号）第2条第2項に規定する特定非営利活動法人その他国土交通省令で定める者が、次条の規定により一の市町村の区域内の住民の運送その他の国土交通省令で定める旅客の運送（以下「自家用有償旅客運送」という）を行うとき。
  - 3項　公共の福祉を確保するためやむを得ない場合において、国土交通大臣の許可を受けて地域又は期間を限定して運送の用に供するとき。
- 第79条　自家用有償旅客運送を行おうとする者は、国土交通大臣の行う登録を受けなければならない（各項は省略）。

2006年の改正により、旧来の21条バスは原則として廃止されすべて4条に統合された。臨時的な代行輸送や1年以内の実証運行については従来どおり21条が適用される。また規定が曖昧であった80条バスついては、79条で詳細な規定を行うこととなった。

## 歴史

### 黎明期
1902年（明治35年）の大阪毎日新聞、読売新聞、1903年（明治36年）の新愛知、岐阜日日新聞の記事などから、高知県高知市中新町（現在の高知市桜井町）の今政猪熊が、1902年（明治35年）3月までに大阪で製造した石油発動機車（特許第4043号「石油機関車」明治33年4月5日、天川佐兵衛のものを用いたと推察される--）を使って、1902年（明治35年）3月頃から1903年（明治36年）7月頃まで高知 - 伊野間で乗合自動車を営業運行したと推察され、車両の定員などの詳細は不明ながら、これが日本で最初のバス事業であった可能性もある。
1903年（明治36年）3月には、大阪で開かれた内国勧業博覧会への旅客輸送のために、梅田と天王寺を結ぶ臨時バス路線が開設された。
同1903年、二井商会が京都市内でのバス営業運転を始めようと試み、同年9月20日に試運転を行ったが、初日から営業中止勧告を受け、11月21日に正式に営業を開始した。しかし翌1904年（明治37年）2月には破産した。日本バス協会は、日本における最初のバス事業をこの二井商会の例としており、同社の試運転の日である9月20日を、1987年（昭和62年）に「バスの日」として定めた。

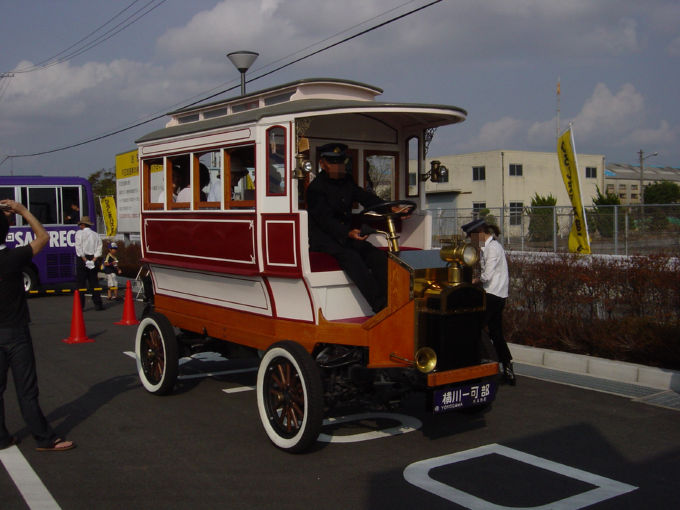
広島で運行されたバスのレプリカ

1905年（明治38年）2月、広島の横川から可部の間に12人乗りの国産バスが運行された。2月5日午後2時から横川駅前で開通式を行った後に運行を開始した。広島市ではこれを日本で最初のバスの運行としている。しかし車両故障などの頻発や費用の不足（部品調達のため銀貨を溶かしたことさえあった）により同年9月で営業を終了した。。これは、自動車登録規則（昭和45年2月20日運輸省令第7号）第13条・別表2より「バス」の定義は「人の運送の用に供する乗車定員11人以上の普通自動車」であることから、1903年の定員6人（乗客4人）の京都・二井商会の例ではなく、1905年の定員12人の広島のバスを日本最初のバス事業とする考えである。
庄野新は自著『「運び」の社会史』で「バス事業は「広島、大阪、名古屋、京都の“同時多発”的に登場」したとしている。
初期のバス事業では様々な問題が生じ、乗合馬車や人力車など既存の旅客事業者との間の軋轢も各地で見られた。京都の二井商会は、人力車組合や同市内で軌道を運営していた事業者の反発にあい、執拗な妨害工作を受けた結果、廃業せざるを得なくなった。
また当時は道路の舗装が進んでいなかったため、バスが性能通りの能力を発揮できず速度がなかなか改善されない状況があった。しかし設備投資が莫大な鉄道とは異なり、車両が1台でもあれば事業参入できる手軽さから、個人や零細事業者によるバス事業参入が相次いだ。

### 大正 - 終戦まで

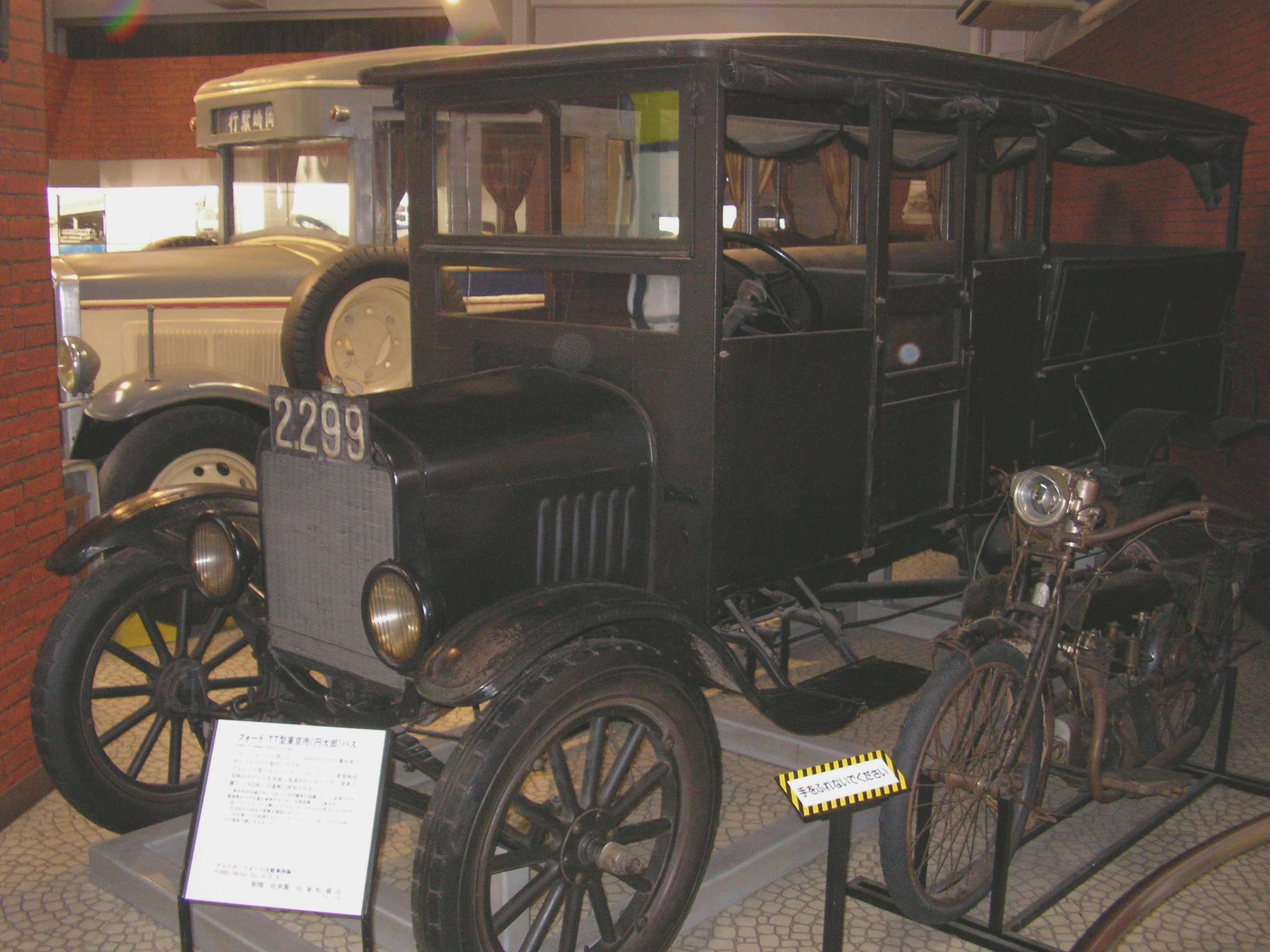
円太郎バス（旧・交通博物館蔵）

大正時代に入ると、鉄道事業者が自社鉄道路線の補完としてバス事業を開始する例が現れた。東京府では京王電気軌道（のち京王帝都電鉄を経て京王電鉄バス）が1913年（大正2年）4月15日、京王線の開業時に未成区間を補完するため車両5台で乗合バスを開業した。これが東京における最初のバス営業となったが、暫定的な輸送手段の色合いが濃く、鉄道未成区間の開業により短期間でいったん廃止されている。大正期の同様の例として神中鉄道（のち相模鉄道を経て相鉄バス）の例がある。
こうして鉄軌道事業者（私鉄）がバス事業に参入し、当時乱立していた個人や零細事業者による路線やバス事業を買収するとともに、自社鉄道路線の沿線を中心に路線網を拡大していくこととなる。
1923年（大正12年）9月1日に関東大震災（大正関東地震）が発生すると、被災地の東京市内では鉄道軌道が寸断され、人々の日常の足が奪われることとなった。被災した東京市電の代わりに、応急的な処置として東京市電気局がT型フォードを約800台輸入し、11人乗りに改造してバス事業を開始した。応急的に開始されたバスは恒常的な運行となり「円太郎バス」の愛称も付けられた。これが現在の都営バスの起こりである。
また関東大震災は東京のみならず神奈川県にも大きな被害をもたらし、横浜市電も同様に被災した。横浜市電気局は被災した市電を補完するためバス事業を開始することとし、1928年（昭和3年）11月10日に横浜市営バスを7路線で営業開始した。このように首都圏では関東大震災を契機として公営バス事業が始まることとなった。
昭和初期には首都圏以外でも、公営交通事業者により市電の補完として公営バス事業が続々と開始され、都市部でのバス事業が拡がりをみせた。
- 大阪市電気局が大阪市電の補完として、1927年（昭和2年）2月26日に大阪市営バスを営業開始[16][17]。
- 京都市電気局（現：京都市交通局）が京都市電の補完として、1928年（昭和3年）5月10日に京都市バスを営業開始。
- 名古屋市電気局が名古屋市電の補完として、1930年（昭和5年）2月1日に名古屋市営バスを営業開始。
- 神戸市電気局が神戸市電の補完として、1930年（昭和5年）9月16日に神戸市バスを営業開始。

また車両の面では、輸入トラックを利用した旅客運送や貨物輸送も始まり、公共交通や物流に自動車が広く用いられるようになった。
昭和期にはバス事業者の乱立による競合が激しくなったため、1933年（昭和8年）には自動車交通事業法が整備され「一路線一事業者」の原則が示された。これによりバス事業者の統合が進むこととなる。こうしたバス事業者の統合の流れを決定づけたのが第二次世界大戦中の戦時統合であり、具体的には1938年（昭和13年）の陸上交通事業調整法と、1940年（昭和15年）の陸運統制令によるものである。戦時体制下で鉄道事業とともにバス事業もほぼ強制的に統合が行われ、原則として地域ごとに一ブロック一事業者として統合され、バス黎明期に見られた個人事業者や零細バス事業者はこの時期までに淘汰された。
戦時統合においては、公営事業者が民営事業者を買収または統合する事例はあったが（秋田市や函館市の公営交通はこの時期に成立している）、逆に公営事業者が民営事業者に統合された例は八戸市（のち八戸市営バスとして復活）、富山市（富山地方鉄道）のみである。戦時統合の対象外とされ横浜市のようにほぼ影響を受けなかった公営事業者も多い。
終戦後、戦時統合により統合された事業者は再分割されることとなった。大手私鉄では東京急行電鉄（大東急）、近畿日本鉄道、京阪神急行電鉄で大規模な再分割が行われている。
1940年（昭和15年）9月11日、商工省では営業バスの7割を代替燃料にするよう禁令を発し、さらに翌1941年（昭和16年）9月1日から代用燃料を利用するバスのみに営業許可を出すこととした。このため全国で木炭を燃料とするバスが一般的となった。

### 第二次世界大戦後
戦後には新たな公営バスが誕生し、1948年3月8日には尼崎市交通局、1949年1月5日には伊丹市交通局が発足した。また1944年（昭和19年）10月14日に川崎市電を運行開始した川崎市交通局は、戦後の1950年（昭和25年）12月15日に川崎市営バスの運行を開始している。これらの都市はいずれも工業地帯として発展した場所で、戦中に軍需産業で栄えた工場が民生転換し、戦後の高度経済成長下で阪神工業地帯や京浜工業地帯として一大工業地帯となり、労働者の大量通勤輸送にバスが活躍した。
1950年代後半以降は、一部の大手私鉄による観光開発などを主目的とした地方の事業者の傘下への編入が進められた。主な例で言えば、東京急行電鉄の北海道・信越、名古屋鉄道の東海・北陸、近畿日本鉄道の中国地方などが顕著である。この裏には、労働争議や自然災害で経営が悪化した地方の事業者が大手事業者に支援を求めた例も少なからず存在する。その中で、同一資本下になった事業者同士の合併例が生じた。東京多摩地区では、京王系列の奥多摩振興、五王自動車、高尾自動車が合併して西東京バスが、茨城県では京成系列の常総筑波鉄道と鹿島参宮鉄道が合併して関東鉄道が成立している。同時に地方事業者の再編も行われ、1960年に長岡鉄道と中越自動車、栃尾電鉄が合併して越後交通、1961年に福島電気鉄道が福島県南交通を吸収合併して福島交通、1964年に三州自動車が南薩鉄道を合併して鹿児島交通が誕生した。他にこの時代において特記すべき事項は長距離路線の開設で、この際に複数バス会社の合弁で急行バス会社が誕生している。
1950年代から1960年代前半にかけては路線バスの輸送人員は右肩上がりで、また旅行や団体輸送などの観光輸送も貸切バスが主力であり「バス黄金時代」と呼ばれた。しかし1960年代後半ごろから路線バスの輸送人員は次第に低下していく。その主要因は鉄道路線の拡充、自家用車の普及によるモータリゼーションの進展（都市部では渋滞慢性化による定時性低下でバス離れを招いた）、そして高度経済成長下で都市部に労働力が流出し地方で過疎化が進んだことである。
これに伴い、地方では多くの地域でバス事業者の撤退や再編が発生した。その一例として、1970年には宮城県で宮城中央バス、宮城バス、仙南交通が合併して宮城交通が発足、1976年には事業者の倒産が相次いだ岩手県で岩手県南バス、岩手中央バス、花巻バスが合併して岩手県交通が発足している。
輸送人員の減少は1980年代に入っても衰えることはなく、事態はさらに深刻となっていった。特にこの時期にモータリゼーションが急激に進みバス事業が大きく衰退したのが北関東地区であった。これには北関東地区最大の鉄道・バス事業者であった東武鉄道（現：東武バス）の急速な撤退の影響が大きい。群馬県では県内バス事業者の再編が行われたほか、館林市は東武バスの撤退により「路線バスが走らない市」となり物議を醸した。館林市周辺ではその後、1993年に自治体主導で「広域公共バス」としてコミュニティバスが整備された。
なお北関東地区では21世紀に入り、茨城県筑西市と桜川市が一時期「路線バスの走らない市」となっている。
こうしたバス事業の衰退に対し、バス事業者や行政も手をこまねいていたわけではなかった。1980年代後半には都市部における路線バス復権の試みとして都市新バスシステムが日本全国の主要都市で導入され成果を上げた。これを発展させたものとして、1990年代以降はITを活用したバスロケーションシステムが各地のバス事業者で導入されている。
またバスカードの導入や運賃支払の共通化についても、1980年代から1990年代にかけて大きく進んだ。1984年には「東京都区内バス共通回数乗車券」が発売され、首都圏での運賃支払い共通化の端緒となる。1988年には神奈川中央交通が日本で初となる多区間運賃区間での磁気バスカード「神奈中バスカード」を導入。それとは別に1992年には「バス共通カード」が横浜・川崎地区で運用開始され、さらに東京都内や首都圏へ広がった。この「バス共通カード」と「パスネット」が発展して2007年に交通系ICカード「PASMOが誕生した。関西地区でも2000年に「スルッとKANSAI」が発足して運賃支払の共通化が進むこととなる。その過程では日本全国各地で独自のバスカードが多数発行され、バス事業者のコスト削減と利用者の利便性向上が図られた。また、1998年の東急トランセ代官山循環線運行開始時に導入された「トランセカード」は、日本初のFeliCaを搭載した非接触式交通系ICカードであった。
高速道路網の整備と国鉄の影響力低下により、1980年代後半には日本全国で高速バス路線（特に夜行高速バス）の開業ブームが起きた。これは苦境にあったバス業界を活気づけ、地方のバス事業者の中には経営難から持ち直すところもあった。しかし後述する2000年代の規制緩和により都市間高速ツアーバスが増加し、熾烈な価格競争が発生することとなった。また車両や乗務員確保など運行コストも高くつくことから、既存の乗合バス事業者の中には特に長距離の夜行高速バスから撤退するところも増え、休廃止や共同運行の解消に至った路線も多かった。
1980年代から1990年代にかけては自治体によるコミュニティバスの運行が始まり、1995年に運行開始した東京都武蔵野市の「ムーバス」の成功により、1990年代後半から2000年代にかけて全国でコミュニティバスの開業ブームが到来した。しかし運行開始したものの利用が伸びず、財政負担から廃止されるコミュニティバスも多かった。鉄道が廃止されて運行開始した一般路線の廃止代替バスが廃止され、自治体のコミュニティバスに代替されるもそれすら廃止され、さらにデマンドバスや乗合タクシーへの移行、道路運送法（旧）80条の適用を受ける自家用バスで肩代わりされる事例などが全国各地で相次いでいる。
バス事業の収益性低下に対応すべく、1990年代以降は経営合理化のため、鉄道事業者がバス事業を分社化する事例が増加した。その先鞭をつけたのが1991年の東京急行電鉄から東急バスへの分社化である。1997年には京王帝都電鉄から京王バス（初代）が分社化され、営業所単位で地域ごとに細かく分社化する地域子会社化の手法が取られた。また大手バス事業者が子会社を分社化する事例も増え、1995年には神奈川中央交通が最初の地域子会社である湘南神奈交バスを分社化しており、地域子会社化の手法は大手バス事業者で広く採用された。また東急バスではさらに1998年に東急トランセを設立して営業所ごと委託するなど、1990年代から2000年代以降はバス事業者の経営形態が非常に複雑化していくことになる。
1990年代には平成エンタープライズや銀河鉄道といったバスファンによって設立された事業者が登場した。

### 2000年代以降
2002年2月の「改正道路運送法」施行で乗合バス事業の公的な規制が取り払われ（いわゆる「バス事業の規制緩和」とはこのことを指す）、事業参入が路線ごとの免許制から事業者ごとの許可制へ移行し、赤字路線からの撤退が事前届出制へ緩和されるなどの自由化が行われた。その一方で地域のバスの存廃は、財政措置を含め各市町村の主体性にゆだねられることになった。この規制緩和により乗合バス事業への参入が用意となり、貸切バス専業事業者やタクシー事業者、トラック運送会社などが乗合バス事業（一般乗合旅客自動車運送事業）へ新規参入する事例が増加した。また規制緩和を受け、既存の乗合バス事業者では不採算路線の統廃合や減便を行ったり、またバス事業から撤退する事業者もあった。
過疎地のバス事業者ではこうした苦境に活路を求め、北海道の沿岸バスのように「赤字路線バスで行くバスツアー」を催行して地方公共交通の窮状を訴えたり、ネット文化や「萌え」「おたく文化」といった若者向けサブカルチャーを取り入れるなど、新しい試みを始めたところもある。
公営バスでも長引く不況による自治体の財政悪化を反映し、2002年には大阪市交通局が大阪運輸振興への委託を開始、2003年には東京都交通局が都営バス営業所のはとバスへの委託を開始、2007年には横浜市交通局が横浜交通開発への委託を開始するなど、2000年代以降は民営事業者や外郭団体への委託が増えるようになる。さらに2018年には大阪市交通局が民営化されるに至った。
また高速バスでは前述のように、2000年代初頭から都市間高速ツアーバスが急増して価格競争が激化した。ツアーバスでは料金（運賃ではない）の決定権は旅行会社にあり、家族経営も含む零細貸切バス事業者がその「下請け」として多数参入したこともあり、ダンピングや労働環境の悪化が発生して交通事故の多発を招いた。バス事故はツアーバスだけで起きたわけではなく、規制緩和による価格競争に巻き込まれた既存の乗合バス事業者でも発生している。2012年にはツアーバス運転手の過労運転が原因とされる関越自動車道高速バス居眠り運転事故が発生して多くの死傷者を出した。こうした状況を受け、国土交通省自動車局は同2012年7月30日に「新高速乗合バス」制度を定め、省令や通達の改正を行った。同日をもってツアーバスは新高速乗合バスへ一本化された。
2010年代には政府の「観光立国」政策により訪日外国人旅行が増加し、バス業界はインバウンド需要に湧いた。しかし2019年末からは新型コロナウイルス感染症の世界的な流行によりインバウンド需要が壊滅した。日本国内でも緊急事態宣言及びまん延防止等重点措置がたびたび発出されたことで旅行や移動が大きく制限され、日本のバス業界はかつてない苦境に晒されることとなった。
昨今では2024年問題による深刻な運転士不足が社会問題となっており、事業存続の危機に瀕している。バス業界には生活や観光の足を守り維持向上させるためのさらなる知恵と努力が求められている。自動運転による省人化も要員不足対策の一つとして研究が進められ、実証実験ブームが巻き起こった。自動運転は技術開発としての意義はあるものの、現実的には将来、運転士無しのバスとして実用化できる環境は極めて限定的であり、抜本的な運転士不足対策とはならないとされている（また、早稲田大学の井原雄人によると、自動運転を声高にアピールした結果、これから運転手になりたいと考えている人たちにとって、将来の展望のない職業と捉えられ、運転手不足を加速しているのではという意見もあるという）。一方で、外国人運転士の拡大採用拡大を行う動きもあるが、言語や左側通行の壁は大きく、我が国のバス業界で活躍している事例はごく一部に留まる。
国土交通省の指針発表により2024年11月から新たに寝台タイプの夜行バスが運行可能となった。2025年3月より高知駅前観光による実証運行が行われており、注目が集まっている。

## 運行形態
運行形態から見たバスの種類には大きく分けて、乗合バス（路線バス）、貸切バス（観光バス）、特定バス（送迎バス）がある。

### 路線バス
決められた経路を決められた時刻で運行し、不特定多数の輸送需要に応えるものである。

#### 一般路線バス

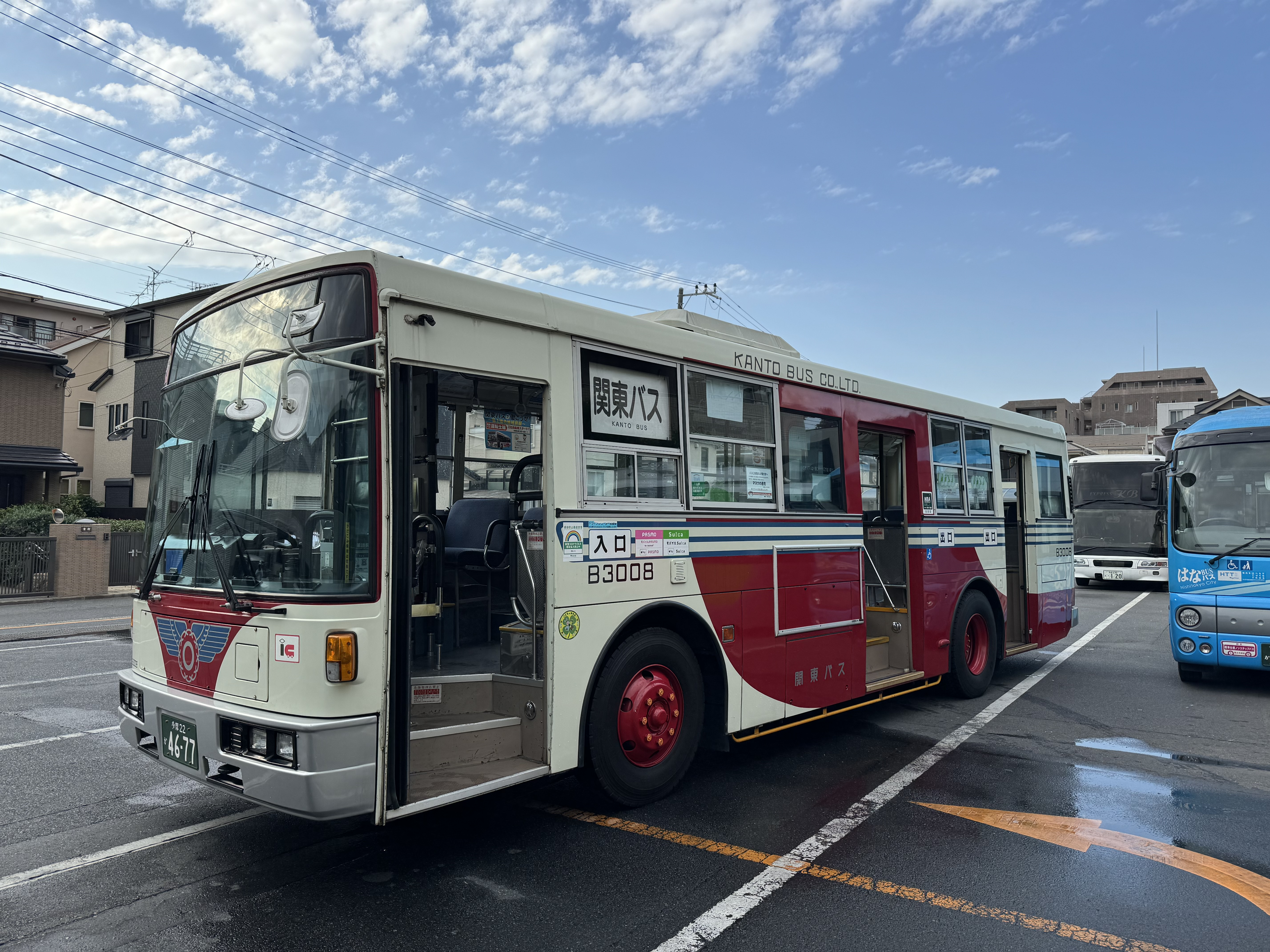
一般路線バスの例（関東バス）

主に鉄道駅であるが、交通の要衝をターミナルとした輸送を担う。ターミナル間に複数の停留所を設定し、乗車した距離に比例した料金で運行することがほとんどだが、首都圏では精算時の混雑緩和を目的として定額料金制を導入しているケースがある。また、そのほとんどで小学生を半額とし、幼児以下を無料としている。運行ダイヤグラムを組んでいるが、平日と土休日（祝日含む）では利用実態が大きく異なることでそれぞれのパターンが作成される。鉄道主要駅をターミナルとする場合、その周辺はバス優先、および専用車線が時間帯指定で設定されることが多く、一般車両の渋滞との差別化を図ることが多い。法令により通行ルートが指定されているが、道路工事や災害などの影響でルートが変更になることがある。渋滞の激化、自転車および自動二輪車の利便性向上と普及、郊外においては人口減少などによって利用客数は減少傾向にある。また、宇都宮市においてはLRT路線の開通に伴い、並走する多数の路線を一気に廃止し、LRTターミナル駅と接続するように大型再編した例がある。一般路線バスは4つに分類できる。
- 幹線系
- フィーダー系（ターミナルの連絡バス路線/連節バス）
- コミュニティバス系（地域バス，赤バス，ミニバス）
- デマンドバス系

#### 深夜バス
深夜時間帯の帰宅の足を確保するバスであり、通勤鉄道の終列車後にそれに沿って走らせる「深夜急行バス」、通常の路線を走らせる「深夜バス」の2種類がある。深夜急行バスは並行する鉄道よりも数倍高い割高な料金を、深夜バスは通常走る系統の2倍の運賃を取る事が普通である。

#### 高速バス

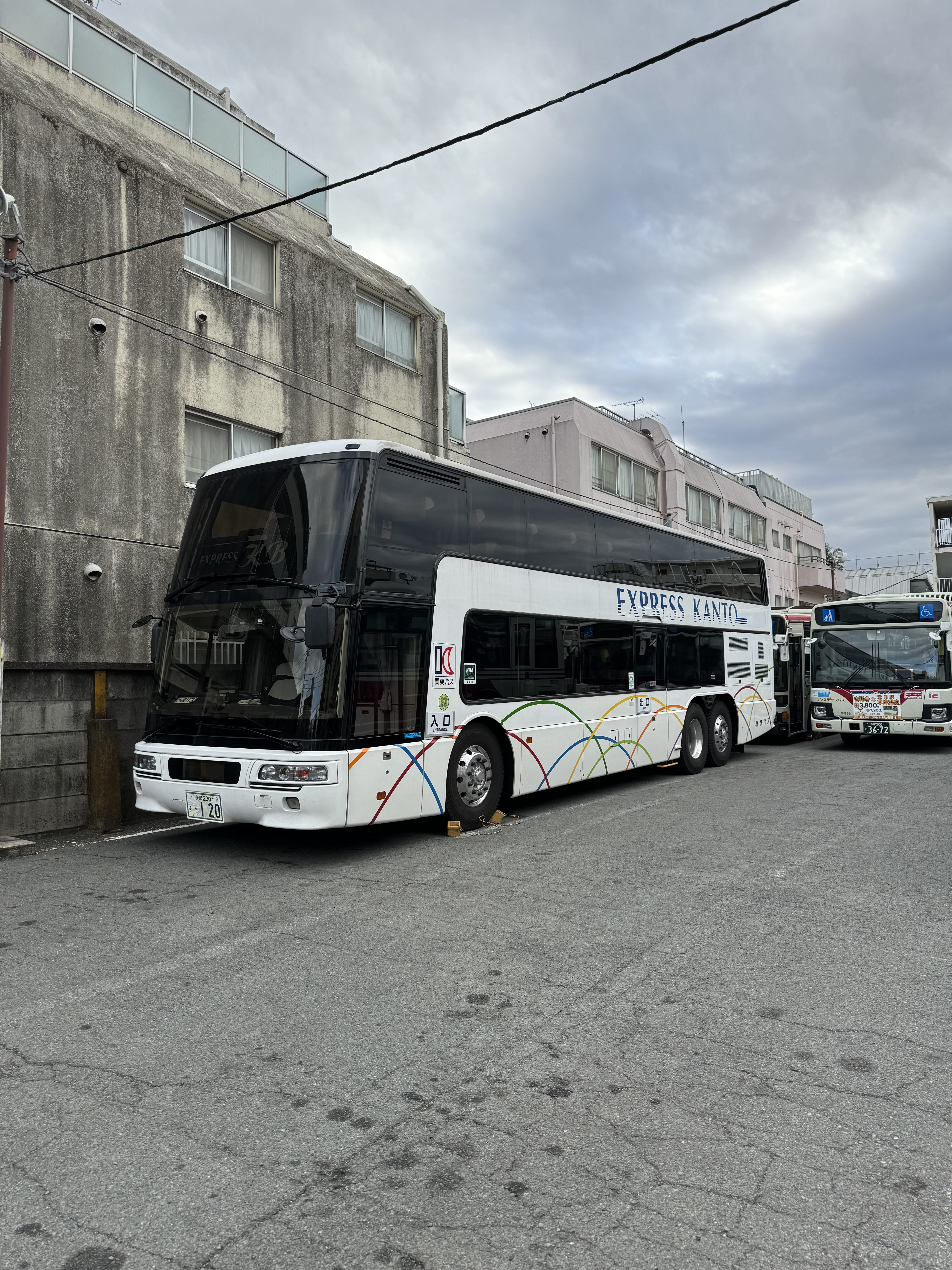
高速バスの例（関東バス）

高速道路や自動車専用道路を使って、都市間の連絡を行う路線バスで、昼行便と夜行便がある。なお、所管する国土交通省による公式な定義はない。一般にこれら高速バスは、鉄道では直行しない都市を結ぶ路線や、鉄道駅の無い市街地を経由したり、鉄道と比較して運賃が低廉であるという理由から一定の需要がある。ただし交通状況によって運行時間が変動する、燃料費変動の影響が大きい、鉄道と比較して事故発生率が高いなどの問題点がある。首都圏⇔京阪神など大都市間を結ぶ路線では、後述の観光バス（貸切バス）による低価格の会員制ツアーバスとの競合も見られ、路線バス側でも路線によっては低運賃の便を設定して応戦している。

#### 空港連絡バス
ある地域と空港を結ぶ路線バスである。リムジンバスとも呼ばれる。空港アクセス鉄道がない場合や、鉄道の乗り換えの面倒さなどからバスを利用するケースが見られ、現在では様々な地域から路線が設定されている。空港連絡バス専業のバス事業者もある。

#### 定期観光バス

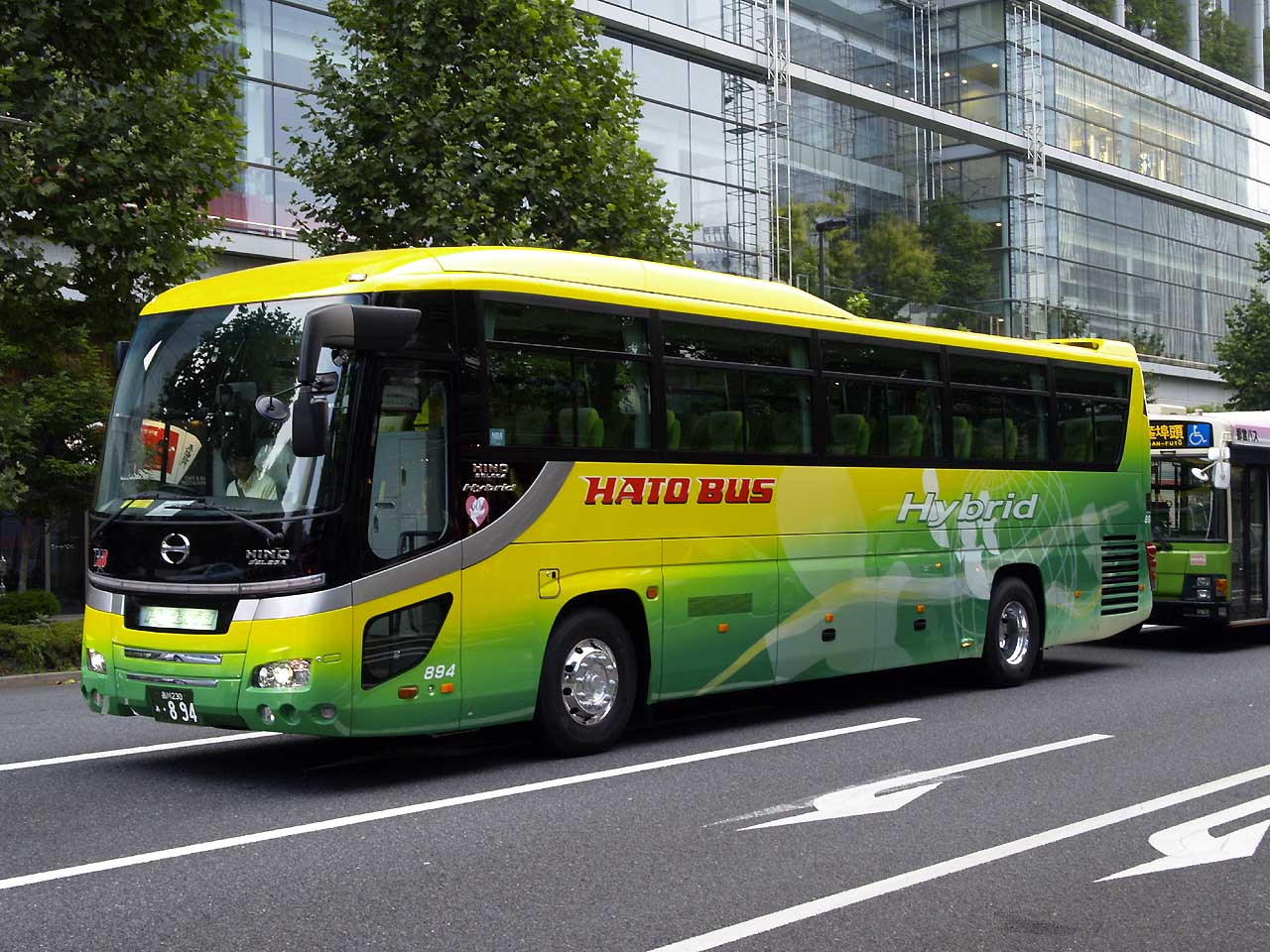
定期観光バスの例（はとバス）

駅やバスターミナルなどから運行し、観光地を順番に回るバスである。東京都内で運行されている「はとバス」が代表的なものである。名称に「観光バス」を含むが、定時定路線（決まった時間に決まった場所を回る路線）であるため、法的には路線バスの一種とされている。

#### コミュニティバス

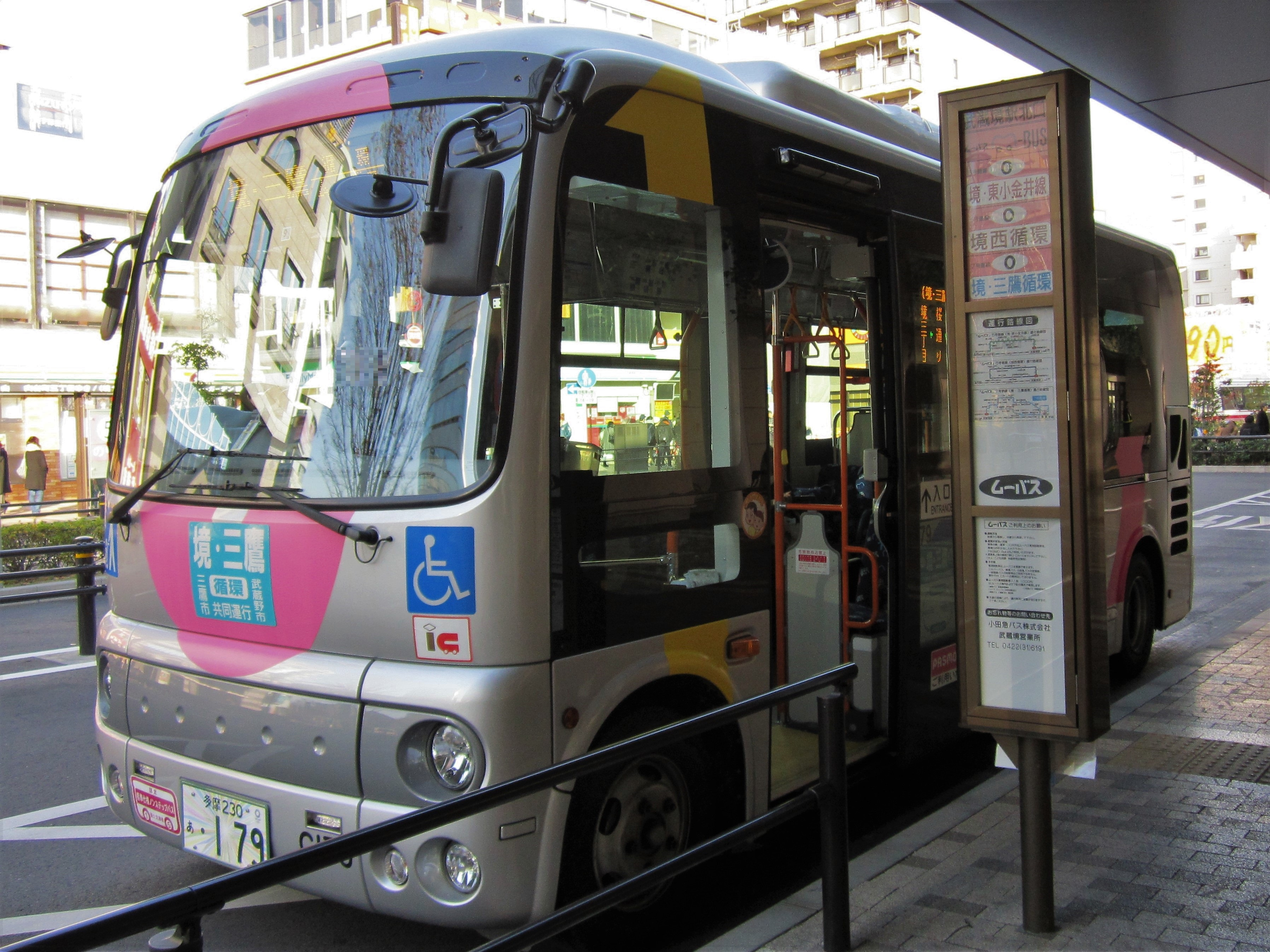
コミュニティバスの例（ムーバス）

交通空白地帯の住民の足を確保するため、主に地方自治体が主体となって運行し民間事業者に運行委託する形態のバスである。比較的安価な運賃設定、狭隘区間を含む自由な路線設定、短い間隔の停留所設定、バリアフリーで小型の車両を利用することなどが特徴とされるが、各地域の事情によりその運行形態は多様である。

### 貸切バス
チャーター（貸切）されて運行されるバス。運行経路、時刻や輸送人員は個別に計画される。学校・企業・団体での行事や冠婚葬祭など多人数で移動する場合に利用される。旅行会社が観光を主な目的とするツアーを設定する場合もこれにあたる。
使用される車両は目的ごとに異なるが、一般的には観光バスタイプの貸切専用車両が多く、近距離・少人数の場合は一般路線車やマイクロバス等が用いられることもある。中には一般路線バスと共用を目的としたワンロマ車とも呼ばれる車両を持ち、車両数に余裕ある週末に設備に豪華さを求めない安価な日帰りバス旅行を設定している事業者もある（神奈川中央交通・東急バスなど）。

### 特定バス

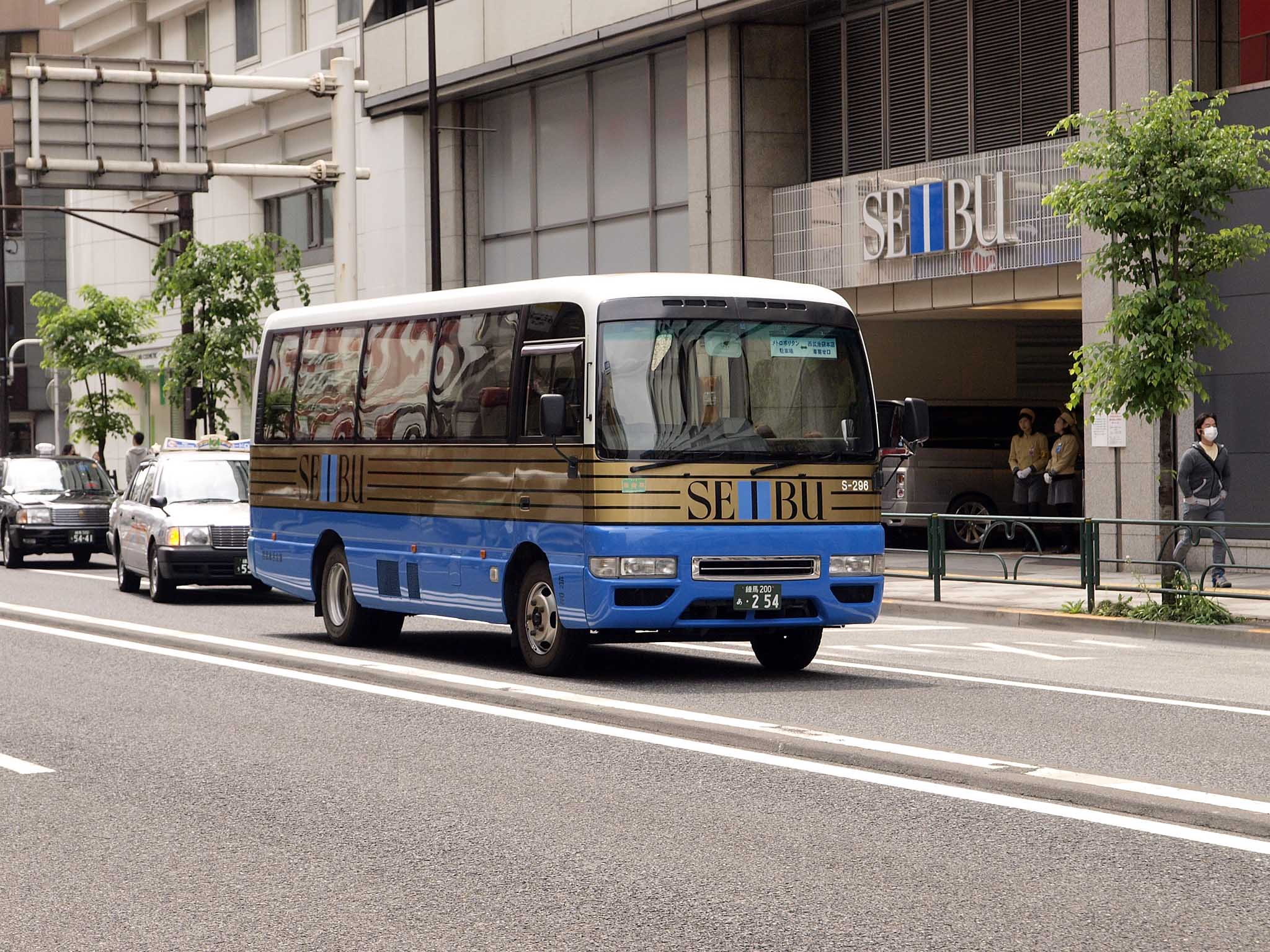
特定バスの例（西武総合企画）

道路運送法に基づく「特定旅客自動車運送事業」。最寄駅から工場や学校への通勤・通学輸送、ホテルや病院などへの利用客の送迎バスなど、一定の範囲に限定された旅客の輸送に特化したもので、目的地にある会社や組織等がバス事業者に運行委託する。これには自家用バス（白ナンバー）による送迎バスは該当しない。

## 日本のバス事業者
各バス事業者の詳細についてはCategory:日本のバス事業者を参照。

### 事業者数
国土交通省の統計によると乗合バス事業の事業者数は、2003年度で民営466、公営45、計511である（公営バス#現存している公営バス事業者も参照）。その10年前の1993年度は民営348、公営50、計398であった。10年で2割以上増加しているが、事業者数の増加の背景には各事業者が分社化を進めたことが背景にある。
乗合バス事業者を資本金の額により分類すると、資本金5,000万円以下が49.3%、資本金1億円以下が20.5%、資本金5億円以下が18.2%、資本金10億円以下が3.5%、資本金10億円以上が8.6%となる。これに対し、貸切バス事業者の場合、資本金5,000万円以下が87.1%と大半を占めており、乗合バス事業者よりも中小企業が多いことがわかる。
保有車両30両以上の事業者で見た場合、2007年度は民営バス事業者では黒字66に対し赤字162、公営バス事業者では黒字3に対し赤字25と、いずれも経常赤字の事業者が多い。
日本のバス路線の大部分が民間営利企業によって維持されているのが現状である。

### 事業者名の表示
乗合バス、貸切バスともに車体のどこかに会社名が記されているが、これは道路運送法に基づき表記しなければならないものである。道路運送法第95条第1項（自動車に関する表示）には「自動車（軽自動車たる自家用自動車、乗車定員十人以下の乗用の自家用自動車、特殊自動車たる自家用自動車その他国土交通省令で定めるものを除く。）を使用する者は、その自動車の外側に、使用者の氏名、名称又は記号その他の国土交通省令で定める事項を見やすいように表示しなければならない。」と定められている。

### 分類

#### 民営バス
日本のバス事業者の中で一般的に見られるもので、法人としては株式会社、有限会社、合資会社などの形態をとる。バス専業事業者のほか、鉄軌道系事業者などがある。2000年代の規制緩和以降は、貸切バス事業者やタクシー事業者、トラック運送業からの乗合バス事業への参入が増えている。

#### 公営バス
地方公営企業法に定義された地方公営企業（交通局）によって運行が行われているものを指す。なお、地方公営企業でない自治体運営のバスはここには該当しない。「市民の足」という前程なので路線バスが主体で、それに貸切バスが加わる程度だが、長崎県のみ設立目的が観光輸送だったため長距離高速バスを運行している。多くは市町村が運行しているが、長崎県（長崎県営バス）と東京都（都営バス）は都道府県が運行する珍しい形態である。詳しくは公営バスを参照されたい。

##### 地方自治体直営バス
地方自治体が運行を行う路線バス。公営交通との違いは、上記の道路運送法の第78条（旧第80条）の定義による運行であり、自家用自動車（白ナンバー）による運送となることである。過疎地の町村営バスやコミュニティバスがこの形態をとることが多い。なお、京都市の水尾自治会バスのように地方自治体の直営ではない78条バスもある。詳しくは、廃止代替バス、自治体バスを参照されたい。

##### 第三セクター
地方自治体が株式会社に出資しているケースである。鉄道では国鉄赤字ローカル線の存続方法として主に用いられた手法であるが、バスではあまり用いられていない。
事例としては、経営合理化による一部分社の際に、地元自治体に資本参加を求めたケースがほとんどである。このケースに該当するのは、ふらのバス（もと旭川電気軌道）、東頸バス（もと頸城自動車）、仁多交通（現在の奥出雲交通、もと一畑電気鉄道）である。また、公営交通を民営に移管した場合などで、移管先のバス事業者に地方自治体が資本参加する形で発生するケースもある。この場合、函館市営バスを引き受けた函館バスのように既存事業者に地方自治体が資本参加する例と、尾道市交通局を民営化したおのみちバスのように第三セクター会社を新設する例がある。

#### 国鉄バス
日本国有鉄道自動車局が運行していたバス。鉄道の未成線部分に路線バスを走らせたのが始まりとされている。1987年の国鉄分割民営化によりJR各社に継承された。この際に本州3社は当初から分社が望ましいとされていたため、1年後の1988年、東日本旅客鉄道から、ジェイアールバス東北、ジェイアールバス関東、東海旅客鉄道からジェイアール東海バス、西日本旅客鉄道から西日本ジェイアールバス、JRバス中国が分社された。
残る三島会社（JR北海道、JR四国、JR九州）側はバス事業を本体で継続保有したが、分社化の時流はジェイアールも例外ではなく、まず北海道旅客鉄道からジェイ・アール北海道バスが、続いて九州旅客鉄道からジェイアール九州バスが、残る四国旅客鉄道もジェイアール四国バスを分社し、全JRからバス事業は子会社化された。

### 雇用
バス事業者に勤務する主な職種に、運転士、ガイド、運行管理者、整備士がある。
日本のバス事業者では、事業環境の変化を背景に、バス運転手の人手不足が慢性化している。運転士不足の問題については1990年代前半から指摘されてきたにもかかわらず状況は年々悪化し、運転士不足から路線廃止や減便を余儀なくされる事業者も増え、業界では人材確保に苦心している。
大手私鉄系バス事業者の分社化やバス事業規制緩和が始まる2000年代初頭まで、バス運転士は安定して高収入を得られる花形職種であり、大手や公営の事業者では年収1000万円を超えるケースも珍しくなかった。近年では事業者の経営努力や労働組合の活動により賃金水準が回復基調にある事業者が多いが、依然として従来の水準には達していない。
若年層の労働力不足に伴い、バス運転士の高齢化が進んでいる。人手不足を補うため定年退職後の運転手を嘱託社員などとして再雇用し、早朝・深夜ダイヤのないコミュニティバスや送迎バスなどに乗務させるなどしている。男女雇用機会均等法の施行後は女性運転手を積極採用する事業者も増加している。バス運転士に特化した求人サイトも登場し、ウェブサイト上や合同説明会などを通じて人材採用を行っている。
日本のバス事業者においては、正規雇用労働者の中途採用の比率が高いことが特徴であり、中途採用が9割以上を占める。一例として東京都の小田急バスでは、正規雇用労働者の中途採用比率は2018年度が90%、2019年度が94%、2020年度93%と、9割以上を中途採用が占めている。
従来は大型二種免許を所持していることが採用の条件とされてきたが、人手不足から普通免許のみ所持する者を採用し、社内で大型二種免許を取得させる運転手養成制度を設けるバス事業者も増加した。さらに若年労働者の確保のため、バス運転士でも高卒・専門卒・大卒の新卒採用（第二新卒を含む）を行う事業者も現れている（たたき上げ幹部候補としての採用もある）。しかし日本の法律上は18歳では大型二種免許を取得することはできないため、高卒新卒採用者は運転士見習いとして交通誘導や旅客案内、事務作業などの仕事に従事しつつ、将来バス運転士になるべく人材育成を受けることとなる。
運転士の中には運行管理者資格を取得し、営業所長等にキャリアアップする者もいる。
日本のバス事業者（特に大手私鉄系）の経営陣は、親会社からのいわゆる「天下り人事」による就任であることが少なくなく、必ずしもバス事業に精通した人材であるとは限らない。